# Tim Wilfer
Tim Wilfer (* 1996 in Gießen) ist ein deutscher Schauspieler.

## Leben und Karriere
Tim Wilfer wuchs in Gießen auf und spielte bereits als Jugendlicher Theater. 2016 trat er bei der LLG Musical Company im Stück Natürlich blond auf. Von 2016 bis 2019 studierte er an der Alanus Hochschule und der Akademie für Darstellende Kunst Baden-Württemberg in Ludwigsburg Schauspiel.
Im Jahre 2018 spielte Wilfer im Kurzfilm #Tryme - ein Casting wie jedes andere mit, der seine Premiere auf der Filmschau Baden-Württemberg feierte. In der Folgezeit spielte er während seines Studiums in einigen weiteren Kurz- und Werbefilmen an der Filmakademie Baden-Württemberg mit.
Sein Fernsehdebüt gab Wilfer im Münchner Tatort Game Over, der im Mai 2023 ausgestrahlt wurde. Hierbei spielte er einen der E-Sportler mit dem Namen Favenick.
Tim Wilfer lebt in München.

## Filmografie
- 2018: #TryMe – ein Casting wie jedes andere
- 2022: Aktenzeichen XY-Spezial – Gelöst!
- 2023: Tatort: Game Over
- 2023: Aktenzeichen XY … ungelöst
- 2024: Achtung Verbrechen!